# Лопацький Федір Миколайович
Федір Миколайович Лопацький (17 вересня 1978, с. Сураж Шумського району Тернопільської області — 25 січня 2015, поблизу села Санжарівка Артемівського району Донецької області) — український військовик 128-ї гірсько-піхотної бригади (Мукачеве), учасник російсько-української війни.

## Життєпис
З 2002 року проживав у с. Степанівка Білогірського району Хмельницької області.
Загинув 25 січня 2015 року поблизу села Санжарівка Донецької області в районі Дебальцевого. У цьому бою українським військовим вдалось знищити 3 танки та частину живої сили терористів. Тоді ж загинули старший лейтенант Сергій Свищ, старшина Олександр Венгер, солдати Андрій Капчур, Адальберт Ковач, Олександр Леврінц, Володимир Питак.
Похований на Хмельниччині, де проживав.
Залишилися дружина та двоє неповнолітніх дітей.

## Нагороди та вшанування
- Указом Президента України № 282/2015 від 23 травня 2015 року, «за особисту мужність і високий професіоналізм, виявлені у захисті державного суверенітету та територіальної цілісності України, вірність військовій присязі», нагороджений орденом «За мужність» III ступеня (посмертно)[2].
- почесний громадянин Тернопільської області (26 серпня 2022, посмертно)[3];
- Вшановується в меморіальному комплексі «Зала пам'яті», в щоденному ранковому церемоніалі 25 січня[4][5].